# Orangisme (na 1830)
Het orangisme is de naam voor het gedachtegoed van de beweging die na de Belgische Opstand trouw bleef aan koning Willem I en nog lange tijd bleef ijveren voor een herstel van het Verenigd Koninkrijk der Nederlanden, met name vóór de erkenning van België als staat door Nederland in 1839.
Orangisme in hedendaagse zin betekent dat de Nederlandse koning opnieuw gezag krijgt in Vlaanderen of België, hetzij door een personele unie, hetzij door een hereniging van Vlaanderen of België met Nederland. Enigszins onnauwkeurig wordt orangisme echter ook gebruikt als synoniem voor grootneerlandisme of heelneerlandisme, zonder specifiek gericht te zijn op het Nederlandse koningshuis.
In Nederland wordt met de term orangisme ook wel het geheel van Oranjegezinde denkbeelden en gevoelens bedoeld (definitie Van Dale).

## Geschiedenis
Na de Belgische Revolutie was er een krachtige elitaire strekking die trouw bleef aan de Oranjes en die streefde naar het herstel van het Verenigd Koninkrijk der Nederlanden. Het ging veelal om mensen afkomstig uit de Franstalige elites van bestuurders, officieren, ondernemers en intelligentsia, zowel uit het noorden als zuiden van België. De orangisten pleegden in maart 1831 een coup om de Nederlandse kroonprins Willem op de Belgische troon te krijgen. De staatsgreep kon worden verijdeld door een gebrek aan steun vanuit Nederland. Volgens Talleyrand zouden de grote mogendheden dit nochtans aanvaard hebben. Enige maanden later, tijdens de Tiendaagse Veldtocht, deden orangistische officieren uit het Belgisch leger de strijd overhellen in het voordeel van de Nederlanders. Vooral generaal Daine was daarin bepalend. Een militaire tussenkomst van Frankrijk en het feit dat het orangisme nooit de steun van de massa had, zelfs niet in Gent, hield het jonge België overeind.
Men zou de aanhangers van het orangisme kunnen indelen in drie groepen:
- Zij die meenden dat de Nederlanden een legitiem land waren, geruggensteund door het Congres van Wenen in 1815: België kon slechts gelegitimeerd worden door een langdurig, stabiel bestuur. Deze groep rekruteerde vooral onder de elite en telde ook onder de Franstaligen en katholieken een zeer grote aanhang. Hun openlijke Oranjecultus werd door de jonge Belgische staat als een acuut gevaar beschouwd. Ze werden dan ook met harde hand onderdrukt.
- Zij die er economisch voordeel bij hadden: onder het bewind van Willem I kende het Zuiden een ongekende bloei, door een sterk uitgebreid onderwijs, introductie van nieuwe industrieën en het aanleggen van nieuwe wegen. Ondernemers hadden baat bij de ruime markt van het Verenigd Koninkrijk met zijn koloniën. In de haven van Antwerpen kwamen goederen van de Nederlandse koloniën binnen, en in Gent bloeide de textielproductie. Na 1830 ging het land economisch sterk achteruit, en kende het vele orangisten uit deze categorie. Bijzonder is dat hier veel Franstalige fabrikanten bij waren.
- De taalminnaren: dezen stelden het Nederlands als cultuurtaal centraal, en betreurden de afscheiding van hun Noordelijke broeders, zeker omdat deze gepaard ging met een ernstige sociale achterstelling. Uit deze groep ontstond de Vlaamse beweging. Voorbeelden zijn onder andere Prudens Van Duyse en Jan Frans Willems.

De eerste groep deemsterde weg nadat Willem I in 1839 het bestaan van de Belgische staat had aanvaard. In 1841 deden ze nog een laatste poging tot staatsgreep. De tweede groep ging over naar de liberalen (onder andere in Gent) en de Meetingpartij (onder andere in Antwerpen). De laatste, de taalminnaren, groeide uit tot de Vlaamse Beweging. De toenadering van de Nederlandse koning Willem II tot Leopold I in 1848 maakte definitief duidelijk dat het politieke orangisme een verloren zaak was.

### Bekende historische orangisten
- Willem Andreas de Caters
- Petrus Jozef de Caters
- John Cockerill
- Albert Cogels
- Henri Grégoire (1794-1854)
- Ernest Grégoire
- Florent van Ertborn
- Hippolyte Metdepenningen, van de Gentse loge Le Septentrion
- Emmanuel van der Linden d'Hooghvorst
- Pierre Louis Joseph Servais van Gobbelschroy
- Edouard Jaequemyns
- Hippolyte Rolin
- Clément de Berlaymont
- Kolonel Borremans
- Thierry de Limburg Stirum
- Charles Morel
- Giorgio Libri-Bagnano, directeur van het orangistische dagblad Le National
- Jan Frans Willems
- Prudens Van Duyse
- Pierre-Théodore Verhaegen
- Victor de Tornaco, premier van Luxemburg (1860-1867)
- Auguste Van der Meere, generaal-majoor, opstandeling (1797-1880)

## Hedendaags orangisme
Het orangisme heeft zijn eigenlijke, Oranje-royalistische betekenis verloren. Het gaat om het zich vereenzelvigen met het Groot- of Heel-Nederlandse gedachtegoed. 
Orangisme staat in Vlaanderen soms voor het streven naar een betere manier van besturen zoals men die in Nederland denkt te vinden; vandaar ook het streven naar samengaan. Het gaat om een intellectuele droom, een spielerei die niet ondersteund wordt door politieke programma's of door activiteiten van verenigingen of groepen. Vertegenwoordigers vindt men in Vlaamsgezinde middens, in het ANV, de Orde van den Prince, de Marnixring, de Belgisch-Nederlandse Vereniging (BENEV). De Benelux-gedachte is er de meest concrete politieke uitdrukking van.
In Nederland vindt men hen vooral in christelijke en paleoconservatieve kringen.
Het orangisme kreeg in het najaar van 2003 een kleine opstoot toen de geboorten van prinses Catharina-Amalia van Oranje-Nassau en prins Gabriël van België een toekomstig huwelijk tussen leden van het Belgisch en het Nederlands koningshuis denkbaar maakten. In België gingen toen vergeefs stemmen op om het Decreet betreffende de eeuwige uitsluiting van de familie Oranje-Nassau van enige macht in België uit 1831 te schrappen. Hierdoor moest een huwelijk tussen leden van het Belgische vorstenhuis en het Huis Oranje-Nassau mogelijk worden gemaakt. 

### Bekende hedendaagse orangisten
- Siegfried Bracke
- Louis Tobback
- Herman Balthazar
- Geert van Istendael